# 81a Brigada Mixta (Exèrcit Popular de la República)
La 81a Brigada Mixta va ser una unitat de l'Exèrcit Popular de la República creada durant la Guerra Civil Espanyola. Va arribar a operar als fronts de Terol, Llevant i Extremadura, i va tenir una participació destacada durant la batalla de Terol.

## Historial
La unitat va ser creada al març de 1937 a partir de la militarització de les columnes «Torres-Benedito» i «Ibèria». Entre els milicians va arribar a haver-hi algunes reticències internes, pel que la militarització es va portar més lentament del que es preveia. La brigada, que va ser assignada a la 39a Divisió, va quedar sota el comandament inicial del tinent coronel Rafael Trigueros Sánchez-Rojas. Poc després Trigueros seria substituït pel comandant d'infanteria Francisco Fayós Casarico.
El mes de juny la 81a BM va ser assignada com una unitat de reserva del XIII Cos d'Exèrcit i enviada a la rereguarda, quedant destinada a Sogorb. Un mes després prendria part en la fallida ofensiva que pretenia conquistar Albarrasí, durant la qual la unitat va tenir un mal acompliment; la 81a arribaria a protagonitzar una desbandada, i va haver de ser desarmada per la 24a Divisió que havia acudit per a rellevar-la. Posteriorment passaria a estar adscrita a la 64a Divisió.
El desembre de 1937 la unitat va prendre part en la batalla de Terol, participant en els primers moviments de l'ofensiva republicana. La 81a BM va ser enviada al sector de Campillo, on la unitat va protagonitzar algunes accions de pillatge. El 30 de desembre la 1a Divisió de Navarra va atacar les posicions guarnides per la 16a Brigada Mixta, que va retrocedir i va arrossegar a la 81a BM en la seva retirada. La 81a Brigada va sofrir greus baixes, entre altres la del seu comandant —el comandant Fayós, que va ser fet presoner pels franquistes. Després de ser sotmesa a una reorganització pel seu nou cap —el comandant Elisardo Martínez Sánchez—, la unitat prendria part en la presa de Terol.
Després dels combats de Terol la unitat va ser incorporada a l'Agrupació nord de la Defensa de Costes. La unitat va romandre desplegada a la regió catalana fins al 17 de maig de 1938, quan va ser transportada per vaixell fins al sector costaner de Castelló de la Plana —ja que la zona republicana havia estat tallada en dues a mitjans d'abril. La 81a BM va ser enviada com a reforç a aquesta zona, si bé no arribaria a participar en els combats de Llevant
El 22 de juliol, la 81 BM es va desplaçar al front d'Extremadura, on es va incorporar a la Divisió «A», per a passar després a la Divisió «Zújar» en el sector d'Almorchón. Després del final de la ofensiva franquista en el front d'Extremadura la brigada va quedar incorporada a la 41a Divisió del VII Cos d'Exèrcit. La unitat va romandre en aquest front durant la resta de la contesa, sense arribar a prendre part en operacions militars de rellevància.

## Comandaments
Comandants
- Tinent coronel Rafael Trigueros Sánchez-Rojas
- Comandant d'infanteria Francisco Fayós Casarico;
- Comandant d'infanteria Elisardo Martínez Sánchez;
- Major de milícies Felipe Figueres

Comissaris
- Vicente Esteve Esteve, de la CNT;[11]

Caps d'Estat Major
- comandant d'infanteria Francisco Fayós Casarico;
- capità d'infanteria Francisco Sevilla González;